# 헨리 버제빈

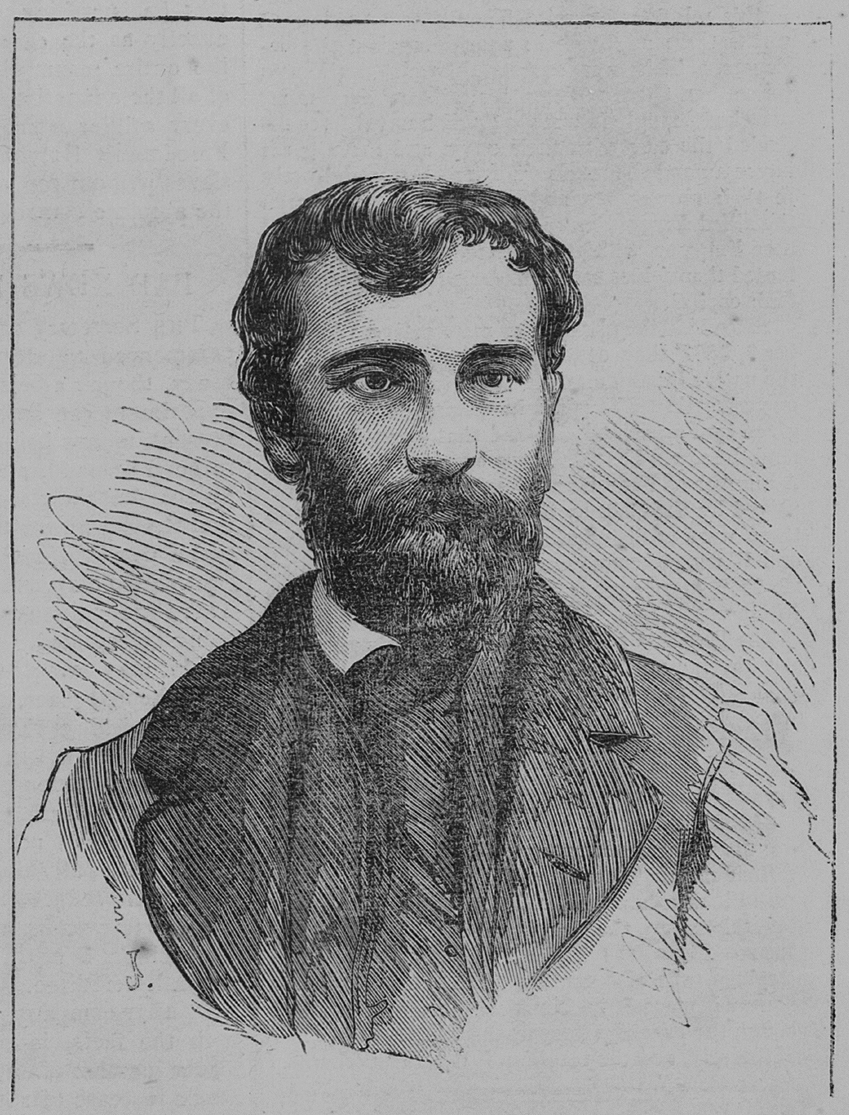
헨리 앤드리스 버제빈

헨리 버제빈(白齊文, Henry Andres Burgevine, 1836년 ~ 1865년)은 청나라 말기에 상승군으로 활약한 미국의 군인으로 중국 이름은 바이지웬(白齊文)이다.

## 생애
미국 노스캐롤라이나주 출신이다. 아버지는 프랑스의 군인이었다. 청나라에 와서 용병인 상승군에 가입하여 태평천국과 전투에 참전했다. 초대 대장이었던 프레드릭 타운센드 워드가 자계 전투에서 전사하자, 상승군의 2대 대장이 되었다.
그와 청나라 관리와의 관계는 좋지 않아 도원(道員)인 양방(楊坊)을 구타하고 군자금 4만여 원을 빼앗았다가 강소순무였던 이홍장에 의해 대장에서 해임되었다. 1863년 7월 격노한 그는 일부 부하들과 함께 태평천국군에 투신했다. 그리고 당시 소주를 수비하고 있던 모왕 담송광으로부터 병사의 교련을 맡게 되었다. 버제빈은 본래 독립된 군을 이끌 것을 기대하고 있었지만, 실제로는 소수의 병력밖에 주어지지 않았다. 실망하고 있던 터에 전황은 악화되었고, 10월에 상승군 찰스 고든에게로 다시 투항했다.
상하이에 돌아온 뒤 미국 영사에 의해 일본에 호송되어 재입국이 금지되었다. 1864년 2월에 상해에 돌아왔지만, 미국 영사에 의해 다시 일본에 돌려 보내졌다. 1865년, 장주에 자리를 잡고 있던 시왕 이세현에게 합류하려고 했지만, 그 중간에 샤먼에서 체포되었다. 청나라 관리는 호송 도중에 그를 익사시켰지만, 미국 측의 항의가 두려워 불의의 사고였다고 발표했다.